# Drekavac
Le drekavac (prononcé en serbo-croate : [ˈdrekavats], issu du slave signifiant « le hurleur » ou « le crieur »), aussi surnommé drekalo, krekavac, zdrekavac ou zrikavac, est une créature de la mythologie des cultures et pays slaves méridionaux. Son nom vient du verbe slave drečati (« crier »). Sa légende se retrouve essentiellement parmi les habitants de la Serbie (de la Choumadie jusqu'au Kosovo), de la Bosnie-Herzégovine, de la Croatie et du Monténégro.

## Descriptions
Les récits mythologiques et folkloriques des cultures slaves méridionales décrivent cette créature de différentes manières. Ainsi, dans leur Dictionnaire mythologique de la Serbie (en serbe : Српски митолошки речник), les auteurs Š. Kulišić, P. Ž. Petrović et N. Pantelić en répertorient les diverses formes : 
- Certains récits folkloriques le dépeignent en revenant qui sortirait de sa tombe la nuit pour hanter les vivants.
- D'autres contes le décrivent sous les traits d'un enfant mort avant d'avoir reçu le baptême qui se lèverait de sa tombe la nuit pour hanter ses parents. Il est dit qu'au voisinage des cimetières, on peut l'entendre implorer les passants afin de leur réclamer le baptême et ainsi mettre fin à son errance d'outre-tombe.
- Dans l'est de la Serbie, on le représente sous la forme d'un canidé anthropomorphe qui se déplacerait en marchant sur ses deux pattes postérieures.
- En Bosnie-Herzégovine, du côté de Maglaj, il prend la forme de fantômes de soldats qui erreraient la nuit pour effrayer la population locale. Vers Kozarska Dubica, il est en revanche décrit comme une créature nocturne unique, une espèce de vampire.
- En Serbie, dans les environs d'Arilje, il est représenté sous la forme d'une créature au long cou et aux longues jambes avec une tête de félin.
- Dans le village kosovar de Sredska,la créature est humanoïde, unijambiste et aux yeux brillants qui errerait la nuit en semant l'effroi.
- Dans les localités serbes de Prijepolje, et Dragačevo et à Lešak au Kosovo, le drekavac se monterait sous la forme d'un poulain, d'un chien, d'un chat ou d'un oiseau tacheté.
- Dans les environs de Gruža, en Serbie, la créature aurait un corps tacheté, allongé et fuselé avec une tête disproportionnée. Cette créature ne peut pas voler et on pense qu'elle serait l'âme d'un enfant mort.

Les récits les plus modernes décrivent le drekavac comme un canidé ou bien une sorte d'oiseau.

## Les croyances traditionnelles
À l'origine, on pensait qu'un drekavac pouvait naître de l'âme d'un adulte impénitent mort dans le péché ou bien du décès d'un enfant n'ayant pas reçu le baptême.
On croyait généralement que le drekavac n'était visible que la nuit, en particulier dans l'intervalle qui sépare Noël de l'Épiphanie (soit une douzaine de jours appelés jours sans baptême en serbo-croate) et au début du printemps, lorsque démons et autres créatures mythiques étaient censés connaître un regain d'activité. Sous la forme d'un enfant, le drekavac prédit la mort de quelqu'un, tandis que sous sa forme animale, il présage d'une maladie du bétail. On pense que le drekavac évite les chiens et la lumière vive. En outre, la croyance veut que si l'ombre de drekavac s'abat sur quelqu'un, cette personne tombera malade et en mourra.

## Des signalements contemporains
Bien que la créature soit principalement un personnage rencontré dans les morales pour enfants, certains adultes croient encore en son existence. Selon le guide touristique d'un journaliste du magazine Duga, de nombreux villageois des montagnes du Zlatibor rapportent l'avoir vu, et de nombreux habitants affirment l'avoir entendu.
Bien que se raréfiant, le drekavac a fait l'objet de quelques signalements ces trois dernières décennies :
- En 1992, on signale la présence du drekavac dans le Krvavica : des villageois viennent de découvrir les restes d'un animal différent de la faune locale et affirment qu'il s'agit d'un drekavac. L'animal est décrit comme un chien, mais avec une tête « ressemblant à un serpent » et des pattes postérieures « semblables à celles d'un kangourou[3]. » Plus tard, la dépouille s'avérera être la carcasse décomposée d'un renard;
- En 2003, le village de Tometino Polje près de Divcibare, connaît une série d'attaques contre des moutons, que certains villageois imputent au drekavac. D'autres villageois s'opposent à cette explication, avec pour argument le fait que les attaques sont diurnes, par opposition à la nuit, moment de prédilection supposé du drekavac[4].

## Apparitions et références fictives

### Dans le domaine littéraire
- Le drekavac apparaît dans une nouvelle de Branko Ćopić intitulée « Храбри Мита и дрекавац из рита » (Le Vaillant Mita et le drekavac de l'étang) dans laquelle des pêcheurs superstitieux cessent toute activité de pêche à cause de cris mystérieux qu'ils entendent depuis leur étang habituel. ils par se convaincre d'avoir affaire avec le drekavac, ce qui finit par provoquer la famine dans le village. Le protagoniste de l'histoire, un courageux garçon du village nommé Mita, enquête sur ce mystère et capture le fameux drekavac, qui se révèle être un butor étoilé, espèce très rare dans la région[6].
- Le drekavac est également mentionné dans le livre de Ćopić : Orlovi rano lete[7].
- Le drekavac est un personnage du roman Monster Hunter Bloodlines de Larry Correia[8].

### Dans le domaine cinématographique
- En 2014, un court-métrage d'horreur croate intitulé Drekavac, réalisé par Ivan Mokrovic, met en scène un homme dont la lâcheté criminelle réveille contre lui le drekavac[9].

### Dans le domaine audiovisuel
- en octobre 2021, il est question du drekavac annoncé par les animateurs comme retranché dans une grange en Russie lors du 19e épisode de la quatrième saison [S04-19[10]] de l'émission télévisée Paranormal sur le vif (Paranormal Caught on Camera[11]), diffusée au Québec sur le Canal D et produite par la société Meetinghouse Productions[12] pour les chaînes américaines Discovery+ et Travel Channel.

### Dans le domaine ludique
- Dans Magic : L'Assemblée il existe une carte du drekavac de la collection Dissension[13].
- Dans EVE Online, le cuirassé Drekavac est une classe de vaisseau spatial, piloté par le Collectif triglavian.
- Le jeu de cartes à collectionner serbe Izvori Magije propose de nombreuses cartes de créatures de type drekavac, dont l'une nommée Drekavac iz vira (soit « Drekavac du tourbillon »). Cette créature est décrite avec une grosse tête et un long cou fin, les drekavac sautent souvent des tourbillons pour attaquer les personnes qui rentrent chez elles après avoir quitté les moulins à eau[14].
- Dans DmC: Devil May Cry, un démon nommé Drekavac apparaît comme un ennemi récurrent. Son nom reste secret jusqu'à la rencontre finale du joueur avec lui. Plutôt que des griffes, il possède de longues épées fines.

### Dans le domaine musical
- Drekavac est le titre d'une chanson écrite et interprétée par le groupe de thrash metal serbe Horror Piknik[15].
- Drekavac est aussi le titre d'une chanson du groupe finlandais Lordi extraite de leur projet Lordiversity de 2021[16].
- Drekavatz est le nom d'un groupe de black metal biélorusse fondé à Minsk[17].